# Rastan
Rastan (arabisch الرستن, DMG ar-Rastan) ist die drittgrößte Stadt des Gouvernements Homs.

## Lage
Al-Rastan befindet sich 20 km nördlich von Homs, der Hauptstadt des Gouvernements, sowie 22 km von Hama entfernt. Sie befindet sich im Zentrum der bevölkerten Zonen Syriens. Benachbarte Städte sind Talbiseh und al-Ghantoo im Süden, al-Zaafaraniya und al-Maschrafa im Südosten, Tumin im Norden, Deir al-Fardis im Nordwesten und das Dörfercluster Kafr Nan sowie Hula im Westen.

## Geschichte
Bei Rastan befindet sich ein archäologischer Fundplatz. Hier wurden ab den 1960er-Jahren im Zuge eines Straßenbaus zum Rastan-Stausee steinerne Artefakte aus der Altsteinzeit gefunden, die mindestens 370.000 Jahre alt sind.
2022 wurde über das Ergraben eines 20 × 6 m großen Bodenmosaiks aus dem 4. Jahrhundert mit Figuren und Beschriftungen im Siedlungsgebiet berichtet.
Rastan umfasst die Stätte der Stadt Arethusa aus der römischen Ära, einige antike Ruinen sind erhalten. Es existierte fortwährend weiter als eine relativ kleine, aber strategische Stadt während der gesamten islamischen sowie auch der osmanischen Ära.

## Al-Rastan im syrischen Bürgerkrieg
Seit dem Beginn des Bürgerkriegs ab 2011 diente Rastan als wichtigste Oppositionshochburg und ist seither ein Ort der heftigen Kämpfe zwischen den Sicherheitskräften und den aufständischen Rebellen der Freien Syrischen Armee. Am 28. August 2016 verbreitete sich in den sozialen Medien ein Video, das die Leiche einer Frau eingezwängt zwischen dem Dach und dem Fußboden eines durch Angriffe der syrischen Luftwaffe eingestürzten Hauses in Al-Rastan zeigt.
Am 3. Mai 2018, nach dem Umzug der letzten Rebellen in die Provinz Idlib, haben die russischen Sicherheitskräfte und die syrische Geheimpolizei die Stadt wieder unter Kontrolle der syrischen Regierung zurückgebracht. In den darauffolgenden drei bis fünf Monaten haben die meistens Ämter ihre Arbeit wieder aufgenommen. Die Stadt wird jedoch aufgrund des Bürgerkriegs mit benachbarten Dörfern und willkürlicher Verhaftungen junger Menschen von den United Nations (UN) immer noch als unsicher eingestuft (Stand 2019).

## Verkehr
Rastan befindet sich direkt südlich der Brücke, die Homs und Hama verbindet. Al-Rastan liegt an der Schnellstraße 5, die Aleppo im Norden mit Dara'a im Süden des Landes verbindet.

## Landwirtschaft
Direkt bei Rastan befindet sich die Talsperre Rastan, die den Orontes zu einem Stausee mit einem Volumen von bis zu 228 Mio. m³ aufstaut. Der Damm ist vor allem für die landwirtschaftliche Bewässerung wichtig. Rastan enthält auch eine von Syriens wichtigsten Mergel-Steinbrüchen. Das Stadtbild Al-Rastans ist durch die Lage am Orontes von Wasserschöpfrädern (sog. Norias) geprägt.

## Söhne und Töchter der Stadt
- Mustafa Tlas (1932–2017), General und Politiker
- Manaf Tlas (* 1964), ehemaliger Brigadegeneral in der syrischen Armee

## Demografie
- Awaren
- Türkmen
- Araber
- Abchasen
- Tscherkessen